# Всероссийский научно-исследовательский институт по проблемам гражданской обороны и чрезвычайных ситуаций МЧС России
Всероссийский научно-исследовательский институт по проблемам гражданской обороны и чрезвычайных ситуаций МЧС России — федеральное государственное бюджетное учреждение, правопреемник Всесоюзного научно-исследовательского института гражданской обороны. Является головной организацией в России по научному сопровождению работ, связанных с гражданской обороной, предупреждением и ликвидацией последствий чрезвычайных ситуаций.

## История создания
Создан 1 декабря 1976 г. по постановлению ЦК КПСС и Совета Министров СССР от 18 марта 1976 г. в целях проведения научных исследований по проблемам повышения устойчивости функционирования народного хозяйства страны в военное время. Во исполнение приказа Министра обороны СССР начальник ГО СССР 16 октября 1976 г. издал приказ о формировании ВНИИ ГО. Исследования велись по трем основным направлениям.
Первое направление — обобщение опыта научной и практической деятельности в стране и подготовка директивного документа — «Общих требований по повышению устойчивости функционирования народного хозяйства…». К выполнению этой работы привлекались все головные научно-исследовательские учреждения союзных министерств и институты при госпланах союзных республик, а также научные учреждения Госплана СССР и Академии наук СССР.
Второе направление было посвящено созданию единых методологических основ решения проблем повышения устойчивости. В процессе выполнения общегосударственной комплексной НИР были обоснованы расчетные варианты воздействия современных средств поражения вероятного противника по объектам народного хозяйства, позволяющие в любой отрасли, республике, в любой точке территории страны оценить интенсивность поражающих факторов применяемого оружия. Были созданы методы оценки состояния, позволяющие определить ущерб производственных фондов, сохранившиеся производственные мощности, узкие места и меры по их устранению.
Третье направление — расчеты по оценке состояния отраслей народного хозяйства, территориальных звеньев народного хозяйства и выявление узких мест в народно-хозяйственном комплексе страны.
В феврале 1978 г. приказом начальника ГО СССР был создан Научно-технический совет и определен его персональный состав. В целях выполнения функций координации научных исследований по проблемам повышения устойчивости функционирования народного хозяйства страны в военное время приказом начальника ГО СССР в 1978 г. введено в действие «Положение о Межведомственном координационном научно-техническом совете», а также объявлен перечень координируемых НИУ министерств и ведомств СССР и союзных республик.
В 1979 г. создана и укомплектована адъюнктура и очная аспирантура.
В 1980 г. начал действовать диссертационный совет по присуждению ученой степени кандидата военных и технических наук по специальности «Гражданская оборона».
Был организован Учебно-экспериментальный комплекс (УЭК ГО СССР). На учебно-экспериментальном комплексе проводились специальные занятия и консультации по проблемам повышения устойчивости функционирования объектов народного хозяйства и защиты населения в военное время с руководителями партийных, советских, хозяйственных и военных органов союзного, республиканского и областного уровней, членами Правительства СССР и руководителями гражданской обороны стран — участниц Варшавского договора и других государств.
По результатам работы коллектива института в научной кооперации с научно-исследовательскими организациями министерств, ведомств и союзных республик к началу 80-х годов Всесоюзный научно-исследовательский институт гражданской обороны образовались четыре стратегических направления научной деятельности института.
Первое направление — разработка, военно-экономическое и техническое обоснование рациональных комплексов мероприятий по повышению устойчивости функционирования отраслей народного хозяйства страны и хозяйств союзных республик и разработка Целевой комплексной программы повышения устойчивости народного хозяйства страны в военное время. Разработка рационального комплекса мероприятий по топливно-энергетическому комплексу, транспортному комплексу, аграрно-промышленному комплексу, материально-техническому снабжению, рациональному размещению производительных сил, а также восстановлению нарушенного производства. Разработан комплекс макроэкономических, экономико-математических моделей функционирования народного хозяйства страны. Были разработаны модели функционирования территориальных звеньев (союзных республик) и практически всех отраслей народного хозяйства (министерств и ведомств). В процессе разработки Основных положений программы была предложена система показателей устойчивости функционирования народного хозяйства страны. В результате разработки Основных положений программы были определены значения показателей подготовленности народного хозяйства, которые использовались Госпланом СССР при разработке планов социально-экономического развития страны до 1990 года. Основными направлениями исследований в 1981—1985 гг. по территориальным проблемам являлись разработка и внедрение математических методов и моделирование функционирования территориальных звеньев народного хозяйства, топливно-энергетического комплекса, транспорта, систем материально-технического снабжения и подготовка соответствующих предложений по повышению устойчивости работы в военное время. В результате проведенных исследований в 1982—1985 гг. были разработаны программы комплексной стандартизации в области: технических средств управления, связи и оповещения ГО; защиты сельскохозяйственных животных и растений; защиты продовольствия и водоисточников; обучения населения и подготовки сил ГО; планирования, организации и проведения мероприятий по ГО; методов и средств измерения и контроля, повышения устойчивости функционирования народного хозяйства в военное время.
Второе направление — совершенствование мер по защите населения. Оценина эффективность различных мероприятий, ее обеспечивающих: подготовку загородных зон для приемки и жизнеобеспечения эвакуированного населения; использование для защиты населения подземного пространства городов и горных выработок, в том числе приспособление метрополитенов; уточнить требования к системе защитных сооружений в категорированных городах и специальному оборудованию защитных сооружений. В русле этих направлений предстояло выполнить работы по морально-психологической подготовке населения, оказавшегося в очагах поражения.
Третье направление — обоснование основных положений специальной (мобилизационной) подготовки народного хозяйства страны. Результатом этих исследований явились проекты руководящих документов, представленные для использования в директивных государственных органах.
Четвертое направление — создание информационно-расчетной системы Гражданской обороны СССР. Здесь исследования непосредственно перерастали в конструкторские разработки и затем передавались в эксплуатацию в вычислительный центр Гражданской обороны СССР. Первая очередь системы в составе 12 расчетных задач и диалоговой информационно-справочной системы была сдана в эксплуатацию в начале 1984 г. Таким образом, в период 1976—1985 г. был создан практически полный банк данных о мероприятиях, рекомендуемых к реализации на государственном уровне, а также во всех отраслях народного хозяйства и союзных республиках, вплоть до 2000 г.
В определенной мере реализация многих мероприятий осуществлялась путем контроля Госпланом СССР с участием Штаба ГО страны и института за разработкой специальных разделов пятилетних планов социального и экономического развития отраслей и союзных республик. Сложившаяся обстановка в стране, связанная с аварией на Чернобыльской АЭС, потребовала проведения определенной переориентации направлений научных исследований. Это нашло свое отражение в плане общегосударственных комплексных НИР на 1986—1990 годы и в последующих дополнениях к нему. Основной особенностью рассматриваемого периода научно-производственной деятельности института является непосредственное участие его сотрудников в ликвидации последствий аварии на Чернобыльской АЭС.
После ряда серьезных катастроф — аварии на Чернобыльской АЭС (1986 г.), землетрясения в Армении (1988 г.) — были расширены задачи гражданской обороны. Усилия научного коллектива института были направлены на разработку мероприятий по защите населения от последствий аварий, катастроф и стихийных бедствий, а также методов организации и ведения гражданской обороны в этих условиях.
В соответствии с постановлением Правительства Российской Федерации от 29 декабря 1992 г. № 968 ФГБУ ВНИИ ГОЧС (ФЦ) стал головной научной организацией МЧС России по проблемам гражданской обороны, предупреждения и ликвидации чрезвычайных ситуаций. На институт были возложены задачи по разработке теоретических основ безопасности населения и территорий, оценке комплексного риска чрезвычайных ситуаций, разработке федеральных целевых и научно-технических программ, направленных на предупреждение и ликвидацию чрезвычайных ситуаций, разработке тактико-технических требований к техническим средствам и технологиям проведения аварийно-спасательных и других неотложных работ.
В 1996 г. впервые, в соответствии с Постановлением Правительства от 29 августа 1995 г., был подготовлен и затем представлен в Правительство Российской Федерации Государственный доклад о состоянии защиты населения и территорий Российской Федерации от чрезвычайных ситуаций природного и техногенного характера. Был создан эколого-радиологический полигон для проведения научных и научно-практических работ по проблемам преодоления последствий чрезвычайных катастроф и других радиационных аварий. Статус полигона утвержден постановлением администрации Брянской области. Завершено создания 40-го Международного центра подготовки спасателей на база 179-го Спасательного центра МЧС России. По инициативе института в МЧС России создана головная служба страхового фонда документации РСЧС. На основе разработок института выпущены постановления Правительства Российской Федерации по категорированию организаций и территорий.
В 1997 г. на базе института создается Агентство по мониторингу и прогнозированию чрезвычайных ситуаций МЧС России. В его состав вошли 40 ведущих научных и производственных организаций Российской Федерации, проводящих работы в области прогнозирования катастроф и стихийных бедствий.
В 1998 г. на базе института была создана Система добровольной сертификации аварийно-спасательных средств МЧС России.
В 2002 году институту присвоен статус федерального центра науки и высоких технологий (постановление Правительства Российской Федерации от 20 августа 2002 г. № 619).
Распоряжением Правительства РФ от 18 декабря 2003 г. № 1858 институту присвоен статус федерального государственного учреждения.
С 2005 г. в соответствии с Федеральным законом от 22 августа 2004 года № 122-ФЗ выполнен комплекс научно-исследовательских работ по совершенствованию РСЧС, ее адаптации к работе в условиях разграничения полномочий между федеральным центром и субъектами Российской Федерации. Разработано временное положение о взаимодействии органов управления, сил и средств МЧС России, МВД России и Минздрава России при ликвидации последствий ДТП.
В 2006 году в институте создан Центр поддержки принятия решений в кризисных ситуациях. В Центре используются технологии информационной поддержки принятия решений при ЧС природного и техногенного характера. Созданы филиалы во всех федеральных округах Российской Федерации для активизации взаимодействия с малым и средним бизнесом в области внедрения и тиражирования технологий гражданской защиты в субъектах Российской Федерации. Стала приоритетной задача по научному обеспечению создания системы надзора и контроля. Связано это с тем, что в конце 2005 года принято постановление Правительства РФ «Об утверждении Положения о государственном надзоре в области защиты населения и территорий от чрезвычайных ситуаций природного и техногенного характера, осуществляемом МЧС России». В институте развернулась работа по подготовке Методических указаний по осуществлению государственного надзора в области защиты населения и территорий от чрезвычайных ситуаций на федеральном, территориальном и объектовом уровнях, а также методик по анализу опасности объектов и оценке риска чрезвычайных ситуаций.
1 января 2009 г. институт переходит на новый штат в составе семи научно-исследовательских центров.
В 2010 г. институт переведен на содержание по штатному расписанию и прекратил свое существование как воинская часть.

## Основные виды деятельности ФГБУ ВНИИ ГОЧС (ФЦ)
Основные виды деятельности ФГБУ ВНИИ ГОЧС (ФЦ):
- научная деятельность в интересах МЧС России;
- прикладные научные исследования, экспериментальные разработки, опытно-конструкторские, опытно-технологические и проектно-изыскательские работы в соответствии с планом научно-технической деятельности в области гражданской обороны и защиты населения и территорий от чрезвычайных ситуаций (ЗНТЧС);
- научно-методическое и информационное обеспечение деятельности МЧС России в области ГО, ЗНТЧС и безопасности жизнедеятельности;
- научно-техническое, научно-методологическое и научно-технологическое обеспечение деятельности органов управления, сил и средств единой государственной системы предупреждения и ликвидации чрезвычайных ситуаций (РСЧС);
- научно-техническое прогнозирование возникновения ЧС, разработка методов их предупреждения и ликвидации их последствий;
- разработка требований в области ГО и ЗНТЧС;
- организация сертификации продукции в области ГО и ЗНТЧС;
- совершенствование РСЧС;
- научное сопровождение подготовки населения и специалистов в области ГО и ЗНТЧС;
- организация информационного обмена, методическое сопровождение и координация деятельности функциональной подсистемы мониторинга, лабораторного контроля и прогнозирования ЧС РСЧС;
- участие в организации и проведении международных, всероссийских и региональных конференций, совещаний, симпозиумов, выставок в области ГО, ЗНТЧС и безопасности жизнедеятельности в соответствии с планом, утвержденным МЧС России.
- техническое обследование зданий и сооружений, оценка их сейсмической устойчивости, остаточного ресурса;
- патентование разработок ФГБУ ВНИИ ГОЧС (ФЦ), осуществление авторского сопровождения их внедрения, участие в организации производства технических средств и распространении технологий.
- образовательная деятельность по дополнительным профессиональным программам.

По указанным направлениям институт ежегодно выполняет более 100 научно-исследовательских и опытно-конструкторских работ по заказу МЧС России, учёные ФГБУ ВНИИ ГОЧС (ФЦ) публикуют свыше 170 научных статей в рецензируемых и около 100 в других изданиях, журналах и сборниках.
В ФГБУ ВНИИ ГОЧС (ФЦ) действуют:
- научно-технический совет;
- научно-координационный совет федерального центра науки и высоких технологий;
- диссертационный совет по специальностям: 05.26.02 «Безопасность в чрезвычайных ситуациях» и 20.02.24 «Гражданская оборона. Местная оборона»;
- технический комитет по стандартизации «Гражданская оборона, предупреждение и ликвидация чрезвычайных ситуаций» (ТК 71).

На базе института функционирует Европейский центр новых технологий управления рисками природных и техногенных катастроф (ЕЦЕНТУР), созданный в рамках частичного открытого соглашения Совета Европы по прогнозированию, предотвращению и оказанию помощи в случае природных и техногенных катастроф (ЧОС СЕ), а также международный комитет по стандартизации ИСО/ТК 292 «Безопасность и устойчивость».
ФГБУ ВНИИ ГОЧС (ФЦ) – базовая организация государств-участников СНГ в области науки и высоких технологий по защите населения и территорий от ЧС природного и техногенного характера.
Среди важных задач института – расширение научного взаимодействия с ведущими международными и российскими научными и образовательными организациями.

## Федеральный центр науки и высоких технологий
Постановлением Правительства РФ от 20 августа 2002 г. № 619 институту был присвоен статус федерального центра науки и высоких технологий (ФЦНВТ), осуществляющего обеспечение производства наукоемкой продукции и создание технологий, связанных с решением задач гражданской обороны, прогнозирования, предупреждения и ликвидации ЧС природного и техногенного характера.
В настоящее время в составе ФЦНВТ более 40 научных учреждений, вузов и предприятий реального сектора экономики. Члены консорциума ФЦНВТ – ведущие национальные и международные организации в области создания, производства и внедрения инновационных разработок, направленных на предотвращение стихийных бедствий, аварий, катастроф, а также на ликвидацию их последствий.

## Структура института

### 1 НИЦ «Оценка рисков и предупреждение чрезвычайных ситуаций»
В составе центра два научно-исследовательских отдела:
- 11 НИО «Развитие методов и технологий предупреждения чрезвычайных ситуаций»,
- 12 НИО «Развитие методов оценки рисков и международной координации».

Основные направления деятельности и задачи центра:
- развитие и внедрение новых методов и технологий предупреждения чрезвычайных ситуаций природного и техногенного характера;
- развитие и внедрение перспективных методов и технологий оценки риска чрезвычайных ситуаций;
- осуществление превентивных мер по снижению риска чрезвычайных ситуаций, сохранению жизни и здоровья людей, уменьшению размеров ущерба окружающей среде и материальных потерь в случае возникновения чрезвычайных ситуаций;
- внедрение риск-ориентированного подхода при организации и осуществлении государственного надзора в области защиты населения и территорий от чрезвычайных ситуаций природного и техногенного характера;
- научно-методическое сопровождение разработки и реализации документов стратегического планирования в МЧС России;
- развитие международного сотрудничества по вопросам гражданской обороны, защиты населения и территорий от чрезвычайных ситуаций.

### 2 НИЦ «Развитие гражданской обороны»
В составе центра два научно-исследовательских отдела:
- 21 НИО «Информационное и аналитическое обеспечение гражданской обороны»;
- 22 НИО «Нормативно-методическое обеспечение гражданской обороны».

Также в составе НИЦ функционирует Центр мониторинга ликвидации последствий дорожно-транспортных происшествий.
Основные направления деятельности и задачи центра:
- проведение НИОКР по направлениям научных исследований НИЦ, утвержденных МЧС России и ФГБУ ВНИИ ГОЧС (ФЦ);
- научно-методическое обеспечение;
- научно-технической деятельности в системе МЧС России с учетом приоритетных направлений развития науки, технологий и техники в Российской Федерации, основных направлений фундаментальных исследований, достижений в области организации защитных мероприятий в чрезвычайных ситуациях, инженерной защиты, защитных сооружений ГО, радиационной и химической защиты, средств индивидуальной защиты, радиационной и химической разведки и дозиметрического контроля;
- анализа состояния защиты и территорий Российской Федерации от ЧС природного и техногенного характера и разработке предложений по совершенствованию защиты;
- применения и развития систем наблюдения и лабораторного контроля;
- вопросов организации и проведения комплекса мероприятий по инженерной защите;
- организации и проведения проверки защитных сооружений ГО, средств индивидуальной защиты, приборов радиационной и химической разведки и дозиметрического контроля;
- мониторинга состояния инженерных систем и конструкций зданий и сооружений ГО;
- разработки требований к специальным системам и техническим средствам в целях снижения рисков и смягчения последствий ЧС, включая проведение НИОКР по разработке комплексов оценки состояния защитных сооружений ГО;
- разработки и внедрения технических средств и технологий мониторинга и прогнозирования ЧС, в том числе и в Арктической зоне Российской Федерации, национальных и международных стандартов.

### 3 НИЦ «Развитие РСЧС»
В составе центра два научно-исследовательских отдела:
- 31 НИО «Развитие функциональных и территориальных подсистем РСЧС»;
- 32 НИО «Цифровизация РСЧС».

Основные направления деятельности и задачи центра:
- проведение НИОКР по направлениям научных исследований НИЦ, утверждённых МЧС России и ФГБУ ВНИИ ГОЧС (ФЦ);
- научно-методическое обеспечение работ в области РСЧС;
- методическое руководство федеральными органами исполнительной власти и органами исполнительной власти субъектов Российской Федерации по определению состава, размещению и оснащению сил функциональных и территориальных подсистем РСЧС;
- разработка инструкций по проверке и оценке состояния функциональных и территориальных подсистем РСЧС;
- научно-методическое обеспечение работ по разработке и ведению паспорта безопасности территорий субъектов Российской Федерации и муниципальных образований;
- научно-методическое обеспечение цифровизации РСЧС, включая:

- развитие автоматизированной информационно-управляющей системы РСЧС;
- совершенствование методического, программного и информационного обеспечения АИУС РСЧС, систем поддержки принятия управленческих решений в ЧС, ЦУКС, ЕДДС, КСОБЖ, АПК БГ;
- развитие и сопровождение единой системы классификации и кодирования информации (ЕСКК) АИУС РСЧС, ЦУКС, ЕДДС, КСОБЖ, АПК БГ;
- разработка эскизных и технических проектов, рабочей документации на создание автоматизированных комплексов ЦУКС, ЕДДС, АПК БГ, а также технических условий на их подключение;
- координация работ по созданию, развитию и организации эксплуатации АПК «Безопасный город»:

- разработка учебных, нормативно-методических пособий, программ обучения, справочных материалов для подготовки специалистов оперативного и технического состава АИУС РСЧС, АПК БГ, ЕДДС;
- экспертиза документов и техническая оценка проектных решений, специального программного и информационного обеспечения, разрабатываемых в рамках создания  АИУС РСЧС, КСОБЖ, АПК БГ;
- проведение научных исследований в области защиты населения и территорий Арктической зоны в соответствии с тематикой центра;
- нормативно-методическое обеспечение организации и проведения конференций выставок, семинаров по проблемам антикризисного управления, развития информационных технологий, автоматизированных информационно-управляющих систем, систем поддержки принятия управленческих решений.

### 4 НИЦ «Совершенствование защитных мероприятий»
В составе центра два научно-исследовательских отдела:
- 41 НИО «Радиационная, химическая и биологическая защита»;
- 42 НИО «Инженерно-технические мероприятия гражданской обороны и защиты в ЧС».

Основные направления деятельности и задачи центра:
- научно-техническая деятельность в системе МЧС России в области организации защитных мероприятий в ЧС, радиационной и химической разведки и дозиметрического контроля, инженерной защиты, защитных сооружений ГО, радиационной и химической защиты, средств индивидуальной защиты;
- организация и проведение комплекса мероприятий по инженерной защите населения, организация и проведение проверки защитных сооружений ГО, мониторинг состояния инженерных систем и конструкций зданий и сооружений;
- разработка требований к специальным системам и техническим средствам в целях снижения рисков и смягчения последствий ЧС, включая проведение НИОКР по разработке комплексов оценки состояния защитных сооружений ГО1.

### 5 НИЦ «Мониторинг, прогнозирование и анализ чрезвычайных ситуаций»
В составе центра три научно-исследовательских отдела:
- 51 НИО «Чрезвычайные ситуации природного характера»;
- 52 НИО «Чрезвычайные ситуации техногенного характера»;
- 53 НИО «Развитие сети наблюдения лабораторного контроля».

Основные направления деятельности и задачи центра:
- мониторинг природных, техногенных и биолого-социальных источников чрезвычайных ситуаций и их последствий;
- прогнозирование возникновения и развития чрезвычайных ситуаций природного, техногенного и биолого-социального характера и их последствий;
- создание специализированных геоинформационных систем, ведение банка данных мониторинга чрезвычайных ситуаций, их последствий и других информационных и программных продуктов в области мониторинга и прогнозирования чрезвычайных ситуаций;
- обеспечение центрального аппарата МЧС России среднесрочными и долгосрочными прогнозами чрезвычайных ситуаций;
- методическое руководство и координация деятельности системы мониторинга и прогнозирования чрезвычайных ситуаций (далее – СМП ЧС) и сети наблюдения и лабораторного контроля гражданской обороны и защиты населения (далее – СНЛК ГО и ЗН) с целью повышения эффективности их работы;
- повышение эффективности методов и технологий мониторинга и прогнозирования чрезвычайных ситуаций, методическое обеспечение работ СНЛК ГО и ЗН путём внедрения результатов современных научных достижений;
- участие в оценке способов и методов определения загрязнённости (заражённости) объектов окружающей среды, продовольствия, питьевой воды, пищевого и фуражного сырья радиационными веществами, отравляющими веществами, аварийно-химически опасными веществами, биологическими средствами на территории Российской Федерации;
- выполнение научных исследований в области мониторинга и прогнозирования чрезвычайных ситуаций;
- контроль состояния готовности СНЛК ГО и ЗН на территории Российской Федерации.

Специалисты центра на основе мониторинговой информации разрабатывают среднесрочные (еженедельные и ежемесячные) и долгосрочные (сезонные и ежегодные) прогнозы природных и техногенных чрезвычайных ситуаций, и их социально-экономических последствий. В целях своевременного реагирования и принятия соответствующих управленческих решений, обеспечивающих заблаговременное предупреждение, локализацию и ликвидацию последствий чрезвычайных ситуаций, центр осуществляет подготовку и доведение прогнозов до руководства министерства, департаментов и управлений центрального аппарата МЧС России.
В ноябре 2019 г. ФКУ Центр «Антистихия» вошел в состав ВНИИ ГОЧС и на данный момент существует в виде 5 НИЦ института.

### 6 НИЦ «Развитие технических средств и технологий»
В составе центра два научно-исследовательских отдела:
- 61 НИО «Развитие технических средств и технологий»;
- 62 НИО «Техническое регулирование и выставочная деятельность».

Основные направления деятельности и задачи центра:
- проведение НИОКР по направлениям научных исследований НИЦ, утверждённых МЧС России и ФГБУ ВНИИ ГОЧС (ФЦ);
- методическое обеспечение:

- участия в проведении работ по анализу состояния проблемы создания и применения новых образцов аварийно-спасательных средств (АСС) и технологий проведения аварийно-спасательных и других неотложных работ;
- участия в обосновании тактико-технических требований к новым образцам АСС и разработке программ создания и развития АСС;
- участия в работе международных и национальных технических комитетов по стандартизации в области ГО и ЗНТЧС;
- организации и проведения работ по процедурам сертификации АСС, в области аварийно-спасательной деятельности;
- сопровождения эксплуатации опытных образцов АСС;
- разработки предложений по выработке стратегии выставочной деятельности МЧС России на основе реализации единой политики в области обеспечения безопасности в чрезвычайных ситуациях и участие в экспозициях совместно с заинтересованными министерствами и ведомствами;
- научно-методического руководства развитием и функционированием Системы сертификации АСС в системе МЧС России;
- осуществления функции главного органа, уполномоченного МЧС России, по сертификации технических средств оповещения для обеспечения транспортной безопасности;
- организации и проведения работ по развитию и совершенствованию системы стандартизации АСС;
- информационной поддержки проведения НИОКР и научно-исследовательской деятельности НИЦ, ФГБУ ВНИИ ГОЧС (ФЦ);
- продвижения инновационных разработок и технологий предупреждения и ликвидации ЧС с целью обеспечения реализации государственной политики в области ГО и ЗНТЧС, безопасности жизнедеятельности;
- организации взаимодействия с Фондом перспективных исследований, Национальным центром развития технологий и базовых элементов робототехники по вопросам создания АСС.

### 7 НИЦ «Развитие систем спасания на водных объектах»
В составе центра два научно-исследовательских отдела:
- 71 НИО «Обеспечение безопасности маломерных судов»;
- 72 НИО «Обеспечение безопасности людей на водных объектах».

Основные направления деятельности и задачи центра:
- выполнение прикладных научных исследований и экспериментальных разработок в соответствии с требованиями тактико-технического задания;
- научно-методическое обеспечение работ по формированию основ государственной политики, корректировке и подготовке проектов законов, иных нормативных правовых актов и технических регламентов, выработка предложений по внедрению полученных результатов работ в деятельность МЧС России;
- научно-методическое обеспечение деятельности МЧС России по вопросам организации государственного надзора во внутренних водах и территориальном море Российской Федерации за маломерными судами, и базами (сооружениями) для их стоянок;
- развитие и внедрение новых методов и технологий предупреждения чрезвычайных ситуаций и обеспечения безопасности людей на водных объектах, во внутренних водах и территориальном море Российской Федерации;
- формирование технических регламентов и технических требований в области пользования маломерными судами, базами (сооружениями) для их стоянок и обеспечения безопасности людей на водных объектах;
- развитие методологии и технологий по обеспечению безопасности людей на водных объектах и предупреждения и ликвидации ЧС на водных объектах;
- развитие и совершенствование превентивных мер по снижению риска чрезвычайных ситуаций на подводных потенциально опасных объектах;
- рроведение научно-исследовательских и опытно-конструкторских работ в области предупреждения и ликвидации чрезвычайных ситуаций на подводных потенциально-опасных объектах, а также обеспечения безопасности людей на водных объектах и проведения подводных работ особого (специального) назначения.

### 8 НИЦ «Развитие систем связи, оповещения и подготовки населения»
В составе центра два научно-исследовательских отдела:
- 81 НИО «Развитие систем связи и оповещения»;
- 82 НИО «Подготовка и информирование населения».

Основные направления деятельности и задачи центра:
- планирование и осуществление научно-технической деятельности в системе МЧС России с учетом приоритетных направлений развития науки, технологий и техники в Российской Федерации, основных направлений фундаментальных исследований Российской академии наук, отечественных достижений в области подготовки и информирования населения по вопросам ГО и ЗНТЧС, формирования основ государственной политики МЧС России, корректировке и подготовке предложений в проекты законодательных и иных нормативных правовых актов и технических регламентов в области связи, оповещения и Системы-112;
- разработка и совершенствование методического и информационного обеспечения в сферах создания, развития и функционирования систем связи, оповещения и информирования населения, органов повседневного управления Системы-112;
- разработка и совершенствование нормативного правового и методического обеспечения подготовки и информирования населения в области ГО и ЗНТЧС;
- международное сотрудничество в области ГО и ЗНТЧС в рамках международных научно-технических программ и проектов.

### 9 НИЦ «Лабораторные исследования и испытания»
В составе центра четыре научно-исследовательских отдела:
- 91 НИО «Исследования и испытания технических средств ГО и защиты населения»;
- 92 НИО «Средства индивидуальной защиты и АСС»;
- 93 НИО «Технологии оценки зданий и сооружений»;
- 94 НИО «Научно-методическое обеспечение исследований и испытаний».

Основные направления деятельности и задачи центра:
- проведение лабораторных исследований и испытаний средств индивидуальной защиты и аварийно-спасательных средств, разработка требований к специалистам и техническим средствам в целях снижения рисков и смягчения последствий ЧС;
- решение вопросов в организации проведения лабораторных испытаний и мероприятий по инженерной проверке и мониторингу состояния зданий и сооружений, инженерных систем и конструкций зданий;
- обязательная и добровольная сертификация средств индивидуальной защиты и аварийно-спасательных средств;
- разработка и подготовка к изданию нормативных документов, а также рекомендация материалов, статей, монографий и учебных пособий по тематике НИЦ.

Оказываемые услуги:
- разработка и проведение научно-технической, нормативной экспертизы документации по вопросам обязательной и добровольной сертификации;
- оценка соответствия аварийно-спасательных средств и средств индивидуальной защиты требованиям нормативно-технической документации изготовителя;
- проведение натурных, лабораторно-стендовых и приёмочных испытаний аварийно-спасательных средств и средств индивидуальной защиты;
- оценка соответствия средств индивидуальной защиты и аварийно-спасательных средств требованиям технических регламентов;
- научно-методическое сопровождение и организация применения средств индивидуальной защиты и аварийно-спасательных средств на воздействие внешних факторов и отравляющих веществ;
- совместная экспертиза проектов, выполнение прикладных работ по оценке состояния зданий, сооружений, технологических систем и защитных сооружений;
- обследование и оценка технического состояния и сейсмостойкости зданий (сооружений) МЧС России, расположенных в сейсмоопасных регионах Российской Федерации в рамках Государственного задания;
- научно-методическое сопровождение и организация применения оборудования и специально технических средств для проведения обследования зданий и сооружений на сейсмоустойчивость;
- разработка документации и методических рекомендаций по технологиям повышения сейсмостойкости зданий и сооружений.[9]

## Руководство
- с 1976 по 1977 г. — Ю. Н. Афанасьев;
- с 1977 по 1988 г. — Б. П. Дутов;
- с 1988 по 1994 г. — Б. И. Черничко;
- с 1994 по 1996 г. — В. И. Рукавишников;
- с 1996 по 1997 г. — А. В. Измалков;
- с 1997 по 2005 г. — М. А. Шахраманьян;
- с 2005 по 2008 г. — А. Ю. Кудрин;
- с 2008 по 2016 г. — В. А. Акимов[10];
- с 2016 по 2019 г. — А. Г. Чириков;
- с 2019 г. — С. Л. Диденко